# Diga di Ōuchi (Fukushima)
La diga di Ōuchi (大内ダム?, Ōuchi damu) è una diga nella prefettura di Fukushima, in Giappone. Essa alimenta una centrale idroelettrica da 1.000 MW.